# Virgin VR-01
De Virgin VR-01 is een Formule 1-auto, die in 2010 wordt gebruikt door het Formule 1-team van Virgin. De auto is volledig digitaal ontworpen.

## Onthulling
De VR-01 werd op 3 februari 2010 onthuld op het internet. Het beeldmateriaal van de Virgin wagen werden gemaakt in Leighton Buzzard, Engeland. Hier mocht geen pers of andere publiek aanwezig zijn. De auto maakte zijn debuut op 10 februari op het circuit van Jerez.
McLaren MP4-25 ·
Mercedes MGP W01 ·
Red Bull RB6 ·
Ferrari F10 ·
Williams FW32 ·
Renault R30 ·
Force India VJM03 ·
Toro Rosso STR5 ·
Lotus T127 ·
HRT F110 ·
BMW Sauber C29 ·
Virgin VR-01